# Bowmansville
Bowmansville es un lugar designado por el censo ubicado en el condado de Lancaster en el estado estadounidense de Pensilvania. En el año 2010 tenía una población de 2.077 habitantes.

## Geografía
Bowmansville se encuentra ubicado en las coordenadas 40°12′9″N 76°1′11″O / 40.20250, -76.01972.